# 中華民國全國總工會
中華民國全國總工會，簡稱全總，參與的國際勞工組織有国际工会联合会、國際工會联合会亞太區會和國際公共事業勞工聯合會。

## 歷史
全總於1949年隨中央政府遷臺以來，在臺灣發展工運，至1997年工會自由化以前，是中華民國唯一合法的全國性總工會，同時政府於1987年始成立勞委會（今勞動部），掌理全國勞工事務，該會第一任主任委員為鄭水枝（1987年8月1日至1989年2月24日任期），當時全國總工會理事長為謝深山（1988年至1994年），兩者分別代理工會組織及政府勞工機構。

## 歷任理事長
1. 吳必恩
2. 陳鍚淇
3. 謝深山
4. 李正宗
5. 林惠官
6. 陳杰
7. 陳瑞
8. 陳杰
9. 温國銘

## 總工會組織
- 會員代表大會
  - 監事會
    - 常務監事會

- - 理事會
    - 常務理事會
      - 理事長
        - 副理事長
          - 秘書長（設秘書處）
            - 副秘書長

### 內部單位
- 組織處
- 政策處
- 總務處
- 新聞處
- 國際處
- 青年婦女處

### 所屬會員工會
| - 台北市總工會 - 台中市總工會 - 台中直轄市總工會 - 大台南總工會 - 金門縣總工會 - 連江縣總工會 - 基隆市總工會 - 澎湖縣總工會 - 彰化縣總工會 - 新竹縣總工會 - 宜蘭縣總工會 - 花蓮縣總工會 - 新竹市總工會 - 中華民國鐵路工會全國聯合會 - 台灣公路工會 - 台灣石油工會 - 台灣電力工會 - 中華電信工會 - 中華郵政工會 - 中華航空股份有限公司公司產業工會 - 中央存款保險股份有限公司產業工會 - 華南金融控股股份有限公司與子公司企業工會 - 台灣糖業股份有限公司產業工會聯合會 - 台灣自來水股份有限公司產業工會 | - 台灣菸酒股份有限公司產業工會聯合會 - 全國廚師職業工會聯合總會 - 中華海員總工會 - 中華民國全國航空業總工會 - 中華民國港務工會聯合會 - 中華民國鑲牙齒模承造業職業工會全國聯合會 - 中華民國全國縫紉業總工會 - 中華民國餐飲業工會全國聯合會 - 中華民國營造業總工會 - 中華民國泥水建築職業總會 - 中華民國機車修理業職業工會聯合會 - 中華民國洗染業職業工會全國聯合會 - 中華民國禮儀用品職業工會全國總工會 - 中華民國糕餅西點烘焙職業工會全國聯合會 - 中華民國傳統整復推拿師職業工會全國聯合總會 - 中華民國女子燙髮美容業職業工會全國聯合會 - 中華民國影劇歌舞服務業全國總工會 - 中華民國鐘錶眼鏡業職業工會全國聯合會 - 中華民國美容職業工會全國聯合會 | - 台灣省機械業產業工會聯合會 - 台灣省魚貨搬運職業工會聯合會 - 台灣省不動產工會聯合會 - 台灣省星相卜卦與堪輿職業工會聯合會 - 大台中職業總工會 - 彰化縣職業總工會 - 嘉義市職業總工會 - 台北市中華工程股份有限公司產業工會 - 臺灣證券交易所股份有限公司產業工會 - 台北市臺灣銀行企業工會 - 台北市公務機關產業工會聯合會 - 台北市聯營公車產業工會聯合會 - 台北市第一商業銀行股份有限公司產業工會 |

## 外部連結
- 中華民國全國總工會（页面存档备份，存于）
- 中華民國全國總工會Chinese Federation Of Labor 組織的Facebook專頁